# Еді Рама
Еді Рама (4 липня 1964 , Тирана ) — албанський державний і політичний діяч, прем'єр-міністр Албанії з 2013 року.

## Біографія
Професійно займався живописом, публіцистикою і баскетболом. Брав участь в албанському демократичному русі, що повалив комунізм. У 1998 році увійшов до уряду країни, отримавши портфель міністра культури. У вересні 2005 року очолив Соціалістичну партію. З 2000 по 2011 рік був мером Тирани, отримавши за свою діяльність у цей період декілька міжнародних нагород (у 2004 році удостоєний звання Мера Світу).

## Нагороди
- Орден князя Ярослава Мудрого I ст. (Україна, 28 грудня 2023) — за вагомий особистий внесок у зміцнення міждержавного співробітництва, підтримку державного суверенітету та територіальної цілісності України, популяризацію Української держави у світі[3]